# Акварели (фильм, 2008)
«Акварели» (англ. «Watercolors») — дебютный фильм 2008 года американского режиссёра и сценариста Дэвида Оливераса. В основу сюжета положены события из жизни самого Оливераса. В роли тренера Брауна в фильме снялся четырёхкратный олимпийский чемпион и пятикратный чемпион мира по прыжкам в воду Грег Луганис.

## Сюжет
Фильм начинается с цитаты из стихотворения Пабло Неруды: «Любовь коротка, но память о ней длится долго».
Застенчивый и замкнутый молодой художник Денни знакомится с перспективным пловцом Картером, когда в силу семейных обстоятельств они остаются вместе на ночь. Денни помогает Картеру в учёбе, в то время как неуравновешенный Картер настойчиво пытается скрыть свои проблемы с наркотиками и пережить тяжелый разрыв с алкоголиком отцом.
Их отношения пробуждают в Дэнни страсть к искусству и гомосексуальные чувства. После передозировки наркотиков Картер попадает в больницу. Токсикологические тесты, скорее всего, поставили крест на его спортивной карьере. Утром Картера находят мертвым. Дэнни тяжело переживает потерю близкого друга и любимого человека.
Прошли годы, Дэнни стал успешным художником, его картины хорошо продаются. Его ревнивый бойфренд беспокоится, что не может конкурировать с Картером, которого Дэнни до сих пор любит, который не стареет и не делает ошибок.

## В ролях
- Тай Олсон — Дэнни Уилер
- Кайл Клэр — Картер Мелман
- Карен Блэк — миссис Мартин
- Кейси Крамер — Мириам
- Ян Родэс — взрослый Дэнни
- Грег Луганис — тренер Браун
- Дэвид Шредер — директор школы

## Награды
- Кинофестиваль «Аутфест» в Лос-Анджелесе, 2008 год:
  - Приз зрительских симпатий за «Лучший сценарий для драматического фильма»
  - Приз жюри «Лучшему актёру» Таю Олсону

- Международный кинофестиваля геев и лесбиянок в Тампе, 2008 год:
  - Приз жюри «Лучшему актёру» Таю Олсону
  - Приз зрительских симпатий «Лучшему актёру второго плана» Кайлу Клэру
  - Приз зрительских симпатий «Лучшему режиссёру» Давиду Оливерасу

Фильм демонстрировался в 2008 году на кинофестивале
Frameline в Сан-Франциско.